# Medina dicax
Medina dicax là một loài ruồi trong họ Tachinidae.